# Randy Wigginton
Randy Wigginton (...) è un programmatore statunitense.
È noto soprattutto per essere stato l'impiegato numero 6 di Apple Inc., per la quale ha lavorato dal 1977 al 1981: durante quel periodo ha contribuito allo sviluppo dell'Applesoft BASIC, delle routine per pilotare l'unità a floppy Disk II, dell'Apple III, del Macintosh File System e di MacWrite.
In seguito ha lavorato per diverse altre aziende, tra cui PayPal, eBay e Google.